# Im Winkel 2 (Magdeburg)
Das Haus Im Winkel 2 war ein denkmalgeschütztes Gebäude im Magdeburger Stadtteil Lemsdorf in Sachsen-Anhalt.

## Lage
Es befand sich auf der Südseite der Straße Im Winkel, im östlichen Teil Lemsdorfs und war im örtlichen Denkmalverzeichnis eingetragen.

## Architektur und Geschichte
Bei dem Wohnhaus handelte es sich um das älteste erhalten gebliebene Gebäude Lemsdorfs. Es verfügte über einen Keller mit Tonnengewölbe. Im Erdgeschoss befanden sich drei Rundbogenfenster. Diese und kleine Fenster im oberen Geschoss wiesen auf eine frühere Funktion als Eigenbefestigung hin.
Im Jahr 2007 wurde ein zwecks Erweiterung eines Gewerbes gestellter Abbruchantrag genehmigt und das Gebäude abgerissen.